# Anse de Camaret
Die Bucht von Camaret (französisch: Anse de Camaret) liegt im Westen des Départements Finistère in Frankreich, zwei Meilen südlich der Meerenge von Brest.

## Geographie

### Lokalisierung
Die Bucht von Camaret wird durch eine Linie begrenzt, die die Pointe du Grand Gouin mit der Pointe Tremet verbindet. Ihre Fläche beträgt etwa 3,5 km². Die offene Bucht, die von einer Linie zwischen der Pointe du Toulinguet und der Pointe des Capucins begrenzt wird, liegt gegenüber der Bucht von Bertheaume im Nordwesten, von der sie durch die Wartezone für die Durchfahrt durch die Meeresenge von Brest getrennt ist.

### Eigenschaften
Die Bucht ist durch die Halbinsel von Roscanvel vor Ostwinden und durch die Pointe du Grand Gouin und das Relief der Landzunge von Camaret vor West- und Südwestwinden geschützt.
Der Hafen befindet sich im Südwesten der Bucht und wird durch einen 900 m langen natürlichen Damm oder Kieselsteinstreifen namens Le Sillon geschützt.
Fu

### Schifffahrt
Die Bucht von Camaret ist vor den vorherrschenden Westwinden geschützt und stellt einen Zufluchtsort bei schlechtem Wetter dar. Sie ist auch ein Gebiet, in dem man auf günstige Bedingungen für die Durchfahrt durch die Meerenge von Brest oder den Raz de Sein oder für das Auslaufen in den Chenal du Four im Nordwesten warten kann.
Die Zufahrt zum Hafen ist nicht durch eine Fahrrinne markiert. Die Einfahrt wird durch ein grün-weißes isophasisches Leuchtfeuer am Ende der Nordmole und durch ein rotes Blitzfeuer am Ende der Südmole markiert.
Während der Fischereisaison werden zwischen der Pointe du Grand Gouin und der Nordmole des Hafens vor dem Strand von Corréjou zahlreiche Fangkörbe und Netze versenkt. Sie sind mit Bojen markiert.
Eine Aquakulturfarm befindet sich an der Ostseite der Bucht, vor der Pointe Sainte-Barbe.

## Geologie
Die Bucht von Camaret ist Teil des regionalen Naturreservats der geologisch interessanten Stätten der Halbinsel Crozon. Ihre Struktur ermöglicht es, die geologische Geschichte zwischen dem Cryogenium (ca. -670 Ma) und dem Famennium (-360 Ma) abzulesen. Seine wichtigsten Sehenswürdigkeiten sind in der Liste der Geosites der Bretagne verzeichnet.
Vor dem Kambrium (< -540 Ma) bedeckt das Brioverianische Meer die Bretagne. Die cadomische Orogenese formt die Region nach dem ikarischen Zyklus (-2000 Ma) erneut. In den nächsten 100 bis 150 Ma werden die entstandenen Reliefs erodiert, und die Bretagne durchläuft Transgressionen und Regressionen des Meeres. Dann kommt es zur Hercynischen Orogenese (ca. -400 Ma) und zur Bildung eines Gebirges von 7000 bis 8000 m Höhe. Dieses Gebirge ist wiederum von Erosion betroffen.
Die Felsfalten und die verschiedenen Sedimentschichten, die in und um die Bucht von Camaret herum sichtbar sind, zeugen von diesen geologischen Phänomenen.

### Antiklinale

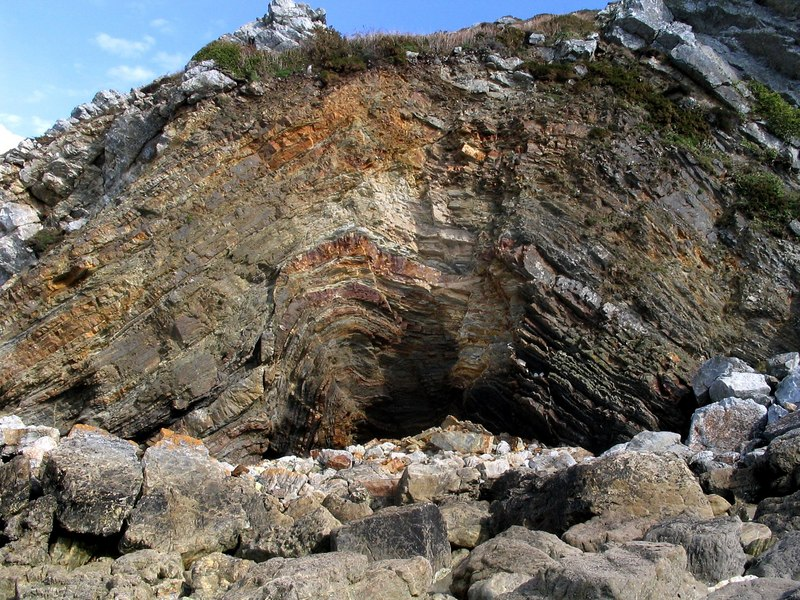
Antiklinale beim Stand von Trez Rouz

Die Antiklinale von la Mort anglaise, die sich im Südosten der Bucht von Camaret am Strand von Trez Rouz befindet, ist eine bemerkenswerte geologische Falte, da sie vollständig ist (Flanken und Scharnier, deren Achse im Wesentlichen in Ost-West-Richtung verläuft und nach Osten abfällt), menschengroß ist und die Entstehung und Anatomie eines Berges veranschaulicht. Sie stammt aus dem mittleren Ordovizium (ca. -460 Ma).

## Umwelt

### Vogelwelt
Neben den häufigsten Arten (Lachmöwe, Silbermöwe, Heringsmöwe, Mittelmeermöwe) sind – unter anderem – folgende Vögel häufig in der Bucht von Camaret zu beobachten:
- Seidenreiher
- Sanderling
- Krähenscharbe
- Alpenkrähe;
- Basstölpel
- Kolkrabe
- Schwarzhalstaucher
- Austernfischer
- Papageitaucher (Quelle INPN)
- Schwarzkopfmöwe
- Zwergmöwe
- Dreizehenmöwe
- Eissturmvogel (Quelle INPN)
- Flussseeschwalbe
- Brandseeschwalbe
- Steinwälzer

### Unterwasserwelt
Die Unterwasserfauna der Bucht von Camaret ist repräsentativ für die des Nordostatlantiks. Sie dient der Freizeitfischerei, die hauptsächlich mit Leinen und Korbreusen und nur am Rande mit Netzen betrieben wird. An Tagen mit hoher Flut werden Krustentiere im Schnorchelgang und Muscheln zu Fuß an der Küste gefischt.

## Geschichte
Die Bucht von Camaret hat schon viele Persönlichkeiten vorbeiziehen sehen und heftige Kämpfe erlebt. Einem vom Meer kommenden Angreifer, der es auf Brest abgesehen hatte, ermöglichte sie, die Verteidigung der Meerenge auf dem Landweg zu durchbrechen. So war sie Schauplatz zahlreicher Landungsversuche und diverser Ereignisse.

### Johanna von Navarra schifft sich nach England ein, 1403
Am 13. Januar 1403 schifft sich Johanna von Navarra (frz.: Jeanne de Navarre), Herzogin der Bretagne, in der Bucht von Camaret mit Heinrich IV., dem König von England, ein. Sie wird ihn am 7. Februar desselben Jahres heiraten und am 25. Februar des folgenden Jahres in London gekrönt werden.

### Englische Landungsversuche, 1404 und 1453
1404 kehrte ein englisches Geschwader nach einer Niederlage gegen die französische Flotte von der Insel Sein zurück und versuchte, auf dem Trez-Rouz-Streifen zu landen. Sie wurde vom Konstabler Olivier de Clisson mit 700 Soldaten, die von den Einwohnern von Camaret unterstützt wurden, und von Johann V., dem Herzog der Bretagne, der 2500 Ritter mitbrachte, zurückgeschlagen.
Die Engländer wurden 1453 von Konstabler von Richemont, dem späteren Arthur III. der Bretagne, erneut zurückgeschlagen.

### Spanische Invasion, 1594
Ende des 16. Jahrhunderts versuchten die Spanier, Brest als Ausgangshafen für eine Invasion Englands zu nutzen. Sie landeten dort und wurden erst nach erbitterten Kämpfen von dort vertrieben. Die Befestigungen wurden zum Teil am Ende der Halbinsel Roscanvel durchgeführt, die heute Pointe des Espagnols genannt wird.

### Zweiter spanischer Landungsversuch, 1597
Eine Flotte von 100 spanischen Schiffen aus La Coruña und Ferrol tauchte Anfang November 1597 vor der Meerenge von Brest auf. Ein Sturm zerstreute sie und fünf Karavellen flüchteten in die Bucht von Camaret. Sie wurden jedoch bald von sechs Schiffen aus Le Conquet vertrieben.

### Holländischer Angriff, 1691
Im Laufe des Jahres 1691 dringt eine Flotte von sechzehn holländischen und englischen Schiffen in die Bucht von Camaret ein und versucht, drei französische Fregatten zu neutralisieren, die sich jedoch energisch verteidigen und sie in die Flucht schlagen.

### Schlacht von Camaret, 18. Juni 1694
Im Rahmen des Pfälzischer Erbfolgekrieges und nach einem ersten Fehlschlag im Jahr 1691 erschien am 16. Juni 1694 eine aus etwa 30 englischen und niederländischen Schiffen bestehende Flotte im Iroise-Meer mit dem Ziel, nach einer Landung in Camaret Brest einzunehmen.
Der Versuch, am Strand von Trez-Rouz zu landen, findet am Morgen des 18. Juni statt und scheitert kläglich.

### Test des Unterseebootes Nautilus, 1801
Im Juli 1801, Bonaparte war erster Konsul, stellte der amerikanische Ingenieur und Erfinder Robert Fulton in Rouen und später in Brest und Camaret den französischen Behörden den Prototyp eines Unterseeboots mit Segel und einem Propeller vor, der mit einer Handkurbel angetrieben wurde: die Nautilus.

### Marinefliegerzentrum, 1916 – 1919
Im Ersten Weltkrieg waren die deutschen U-Boote ab dem Jahr 1916 vor der bretonischen Küste sehr aktiv und versenkten dort rund 100 Schiffe. Im Herbst 1916 beschlossen die Alliierten, 360 Wasserflugzeuge in 20 Marinefliegerzentren einzusetzen.
Im Januar 1917 wurde das Marinefliegerzentrum von Camaret gegründet, wo die Bucht zum Schauplatz von Starts und Wasserlandungen wurde.
Nach Abschluss der Mission verließen die Wasserflugzeuge die Bucht von Camaret im Sommer 1919.

## Notizen und Referenzen
1. ↑  Carte n°7148L SHOM - édition n°3 Tirage à jour : 2011
2. ↑  Espace portuaire de Camaret-sur-Mer - Inventaire Général du Patrimoine Culturel. Abgerufen am 24. Februar 2023.
3. ↑  Serge Kergoat: Avifaune du littoral camarétois. In: Avel Gornog. Juli 2014, S. 66–67 (französisch).
4. ↑  Joseph Téphany: Camaret-sur-Mer : Courte notice. Livre d'histoire Lorisse, Paris 2004, ISBN 978-2-84373-435-9.
5. ↑  Submersible de Fulton. Testé à Camaret ! 26. März 2014, abgerufen am 25. Februar 2023 (französisch).